# جبل المكمل
هو امتداد لسلسلة جبال لبنان الغربية، وهو أعلى جبل في لبنان وتقع فيه أعلى قمة في بلاد الشام قاطبة وهي القرنة السوداء حيث يبلغ ارتفاعها 3093 متر عن سطح البحر. ويقع الجزء الأكبر من هذا الجبل في قضاء الضنية محافظة لبنان الشمالي، تغطي الثلوج هذه الجبال في الشتاء وتبقى في بعضها على مدار السنة. وفيها بعض الغابات مثل غابات الأرز وغابات اللزاب .